# Volksdeutsche

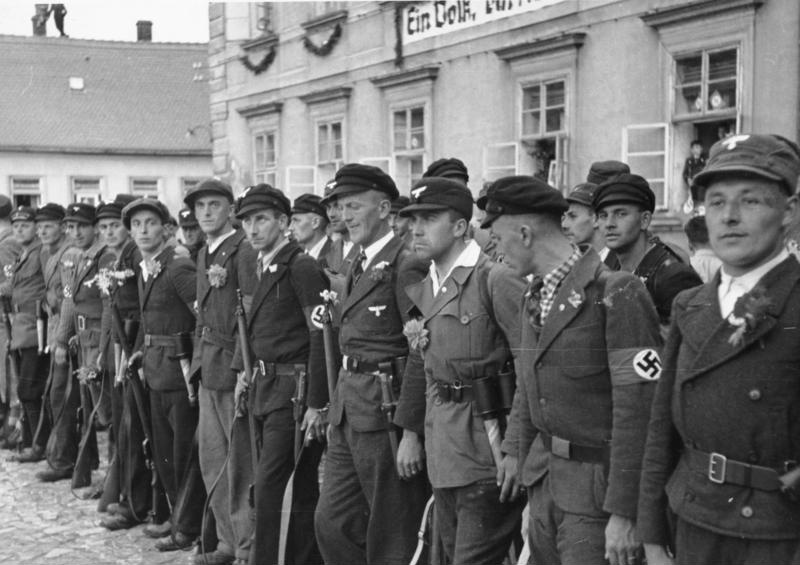
Volksdeutschen de los Sudetendeutsches Freikorps en Checoslovaquia (1938)

El término volksdeutsche (pronunciación en alemán: /ˈfɔlksˌdɔʏtʃə/; lit., ‘perteneciente al pueblo alemán’) fue una expresión utilizada durante el Tercer Reich para designar a «personas cuyo idioma y cultura tenían orígenes alemanes, pero que no tenían la ciudadanía alemana». El término es el plural nominalizado de volksdeutsch, donde volksdeutsche denota una mujer singular y volksdeutsche(r), un hombre singular.
Los volksdeutsche (alemanes étnicos en ese momento) se despojaron de su identidad como auslandsdeutsche (diáspora alemana) y se transformaron en volksdeutsche en un proceso de auto-radicalización. Este proceso dio al régimen nazi el núcleo en torno al cual se estableció la nueva volksgemeinschaft al otro lado de las fronteras alemanas.
Por lo general, de núcleos de cultura e idioma alemán en diversas partes de Europa. Considerados arios, podían formar parte de las organizaciones políticas nacionalsocialistas o de las fuerzas armadas.

## Origen del término
Según la historiadora Doris Bergen, Adolf Hitler acuñó la definición de volksdeutsche que apareció en un memorando de 1938 de la Cancillería del Reich Alemán. Ese documento definió volksdeutsche como "personas cuyo idioma y cultura tenían orígenes alemanes pero que no tenían ciudadanía alemana". Después de 1945, las leyes de ciudadanía nazi de 1935 y las regulaciones asociadas que se referían a los conceptos nacionalsocialistas de sangre y raza en relación con el concepto de volksdeutsch fueron rescindidas en Alemania.
Para Hitler y los demás alemanes étnicos de su tiempo, el término volksdeutsche también tenía matices de sangre y raza que no se capturan en la traducción común de "alemanes étnicos". Según estimaciones alemanas en la década de 1930, alrededor de 30 millones de volksdeutsche y auslandsdeutsche (ciudadanos alemanes que residen en el extranjero) vivían fuera del Reich. Una proporción significativa de ellos estaban en Europa del Este: Polonia, Ucrania, los estados bálticos y Rumania, Hungría y Eslovaquia, donde muchos estaban ubicados en pueblos a lo largo del Danubio; y en Rusia.
El objetivo nazi de expansión asignó al término volksdeutsche un papel especial en los planes alemanes, para devolverlos a la ciudadanía alemana y elevarlos al poder sobre las poblaciones nativas en esas áreas. Los nazis detallaron tales objetivos en el Plan General del Este. En algunas áreas, como en Polonia, las autoridades nazis compilaron listas específicas y registraron a personas como de etnia alemana en la "Deutsche Volksliste".

## Contexto histórico

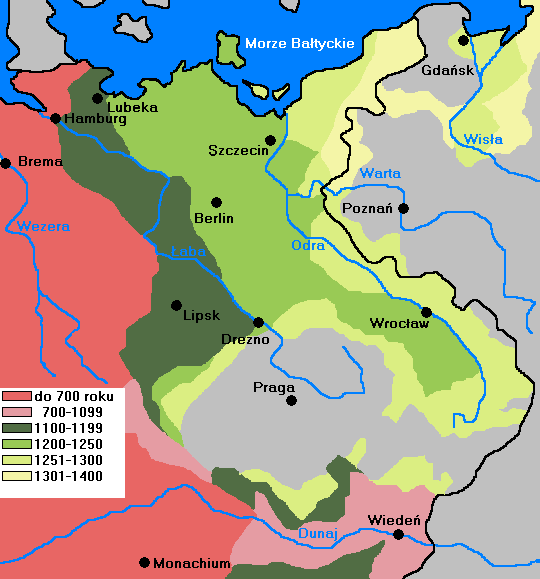
Etapas de asentamientos alemanes en este (700-1400).

En el siglo XVI, Basilio III de Moscú invitó a un pequeño número de artesanos, comerciantes y profesionales a establecerse en Rusia desde áreas que luego se convertirían en Alemania para que el Principado de Moscú pudiera explotar sus habilidades. Estos colonos (muchos de los cuales tenían la intención de quedarse solo temporalmente) generalmente estaban confinados en el barrio alemán en Moscú (que también incluía holandeses, británicos y otros colonos de Europa occidental o del norte a quienes los rusos se referían indiscriminadamente como "alemanes"). Solo se permitieron gradualmente en otras ciudades, para evitar la propagación de ideas ajenas a la población en general.
En su juventud, Pedro I de Rusia pasó mucho tiempo en el barrio alemán. Cuando se convirtió en zar, trajo más expertos alemanes (y otros extranjeros) a Rusia, y en particular al servicio del gobierno, en sus intentos de occidentalizar el imperio. También trajo ingenieros alemanes para supervisar la construcción de la nueva ciudad de San Petersburgo.
Catalina II de Rusia, ella misma étnicamente alemana, invitó a los agricultores germánicos a emigrar y establecerse en tierras rusas a lo largo del río Volga. Para ello es garantizó el derecho a conservar su lengua, religión y cultura. Así mismo, también envió alemanes étnicos en intentos de colonización organizada con el objetivo de germanizar las áreas polacas conquistadas.
También en otras áreas con una minoría étnica alemana, las personas de ascendencia no alemana se asimilaron a la cultura étnica alemana y formaron parte de la minoría. Los ejemplos son las personas de ascendencia báltica y escandinava, que se asimilaron a la minoría de los alemanes del Báltico. Los judíos de la provincia de Posen, Galicia, Bucovina y Bohemia, con su cultura yidis derivada en parte de su herencia alemana, a menudo se mezclaron con la cultura étnica alemana, formando así parte de las diversas minorías étnicas alemanas. 
Federico II el Grande, que reinó entre 1740 y 1786 Prusia, instaló alrededor de 300.000 colonos en las provincias orientales de Prusia, adquiridas en la primera partición de Polonia de 1772, con la intención de reemplazar a la nobleza polaca. El rey rató a los polacos con desprecio y comparó la "basura polaca desaliñada" en la Prusia Occidental recién ocupada con los iroqueses, la histórica confederación de nativos americanos con sede en lo que ahora es el estado de Nueva York.
El reino de Prusia alentó una segunda ronda de colonización con el objetivo de la germanización después de 1832. Prusia aprobó leyes para alentar la germanización de la Polonia prusia, incluidas las provincias de Posen y Prusia Occidental, a fines del siglo XIX. La Comisión de Asentamiento de Prusia reubicó a 154.000 colonos, incluidos los lugareños.

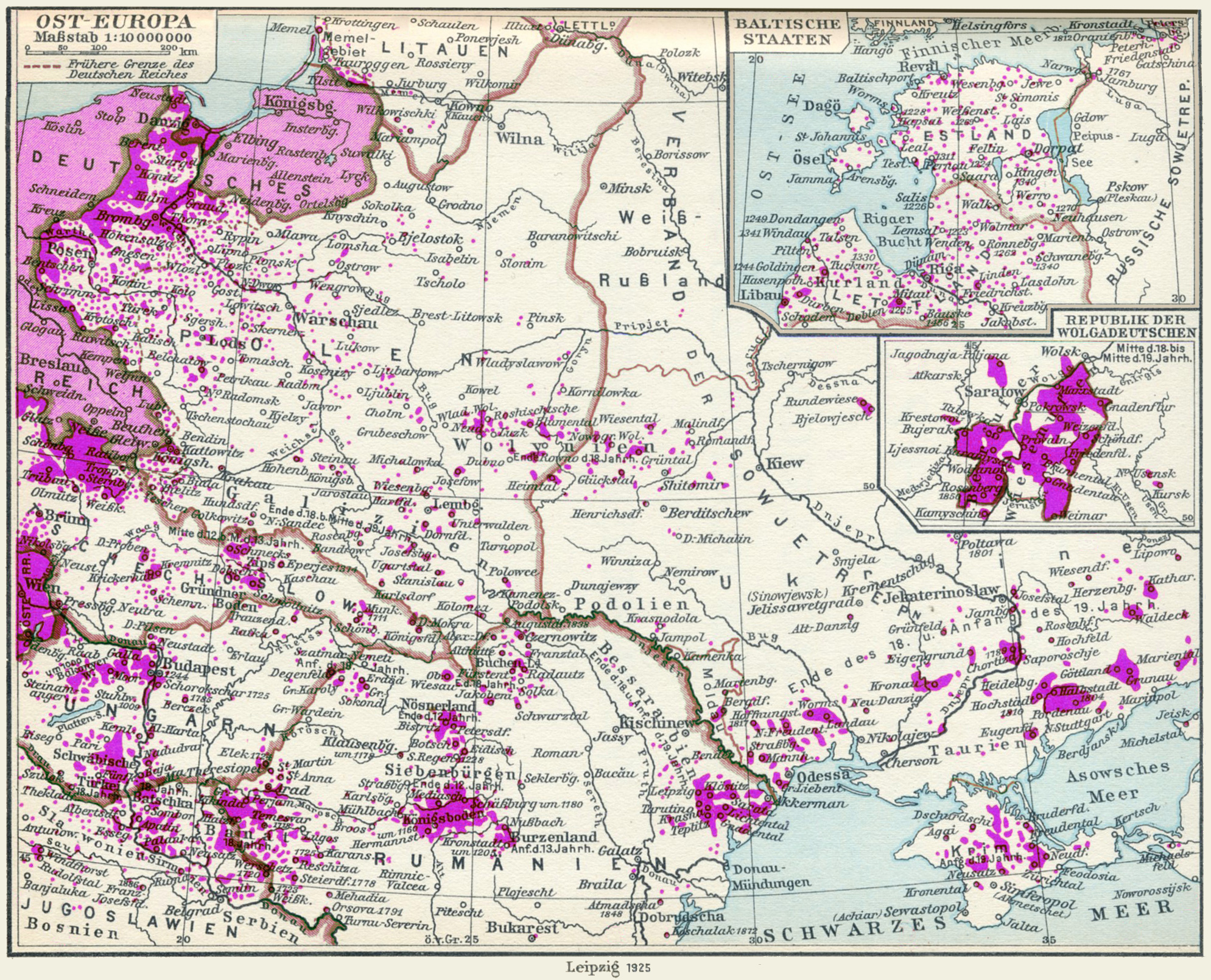
Mapa alemán enseñando los asentamientos alemanes en Europa Central y del Este (1925).

### Tratado de Versalles
La reconstitución de Polonia tras el tratado de Versalles (1919) convirtió a las minorías étnicas alemanas de algunas provincias prusianas del Imperio alemán en ciudadanos del estado nación polaco. Los habitantes de etnia alemana de las provincias del disuelto Imperio austrohúngaro, como los alemanes de Bucovina, los suabos del Danubio, los alemanes de los Sudetes y los sajones de Transilvania, se convirtieron en ciudadanos de los estados-nación eslavos o magiares recién establecidos y de Rumania. También surgieron tensiones entre la nueva administración y la minoría étnica alemana en el corredor polaco. A los austríacos tampoco se les permitió unirse a Alemania, ya que se le prohibió estrictamente unirse a Alemania (así como también se prohibió el nombre "Austria alemana"), por lo que el nombre se cambió de nuevo a solo Austria y se creó la Primera República de Austria en 1919.

## Época nazi antes de la Segunda Guerra Mundial
Durante los años nazis, los nazis alemanes utilizaron el término volksdeutsche (con el que se referían a los alemanes raciales, ya que creían en una "raza" alemana o volk) para referirse a los ciudadanos extranjeros de alguna etnia alemana que vivían en países recientemente ocupados por Alemania nazi o la Unión Soviética. Antes de la Segunda Guerra Mundial, más de 10 millones de personas de etnia alemana vivían en Europa Central y Oriental. Debido a la asimilación generalizada, algunas personas a las que los nazis llamaban volksdeutsche ya no podían hablar alemán y, de hecho, estaban regionalizados culturalmente como polacos, húngaros, rumanos, checos, eslovacos, etc.

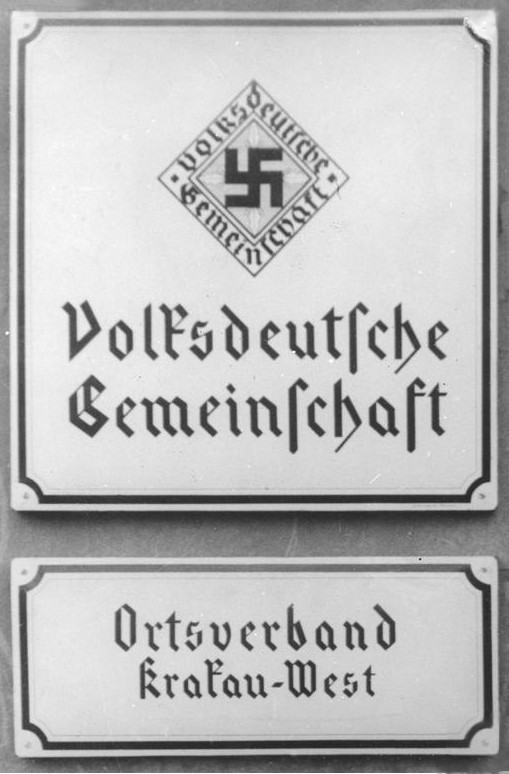
Entrada a una oficina de los Volksdeutsche en Cracovia (1940).

### Relaciones con los nazis antes de la guerra
En 1931, antes de su ascenso al poder, el partido nazi estableció la Auslandsorganisation der NSDAP/AO (Organización Extranjera del Partido Nazi), cuya tarea era difundir la propaganda nazi entre las minorías étnicas alemanas vistas como volksdeutsche en la ideología nazi. En 1936, el gobierno estableció la Volksdeutsche Mittelstelle (Oficina de Enlace de Alemanes Étnicos), comúnmente conocida como VoMi, bajo la jurisdicción de las SS como oficina de enlace encabezada por el SS-Obergruppenführer Werner Lorenz.

Según el historiador Valdis Lumans:
"[uno de los objetivos de Himmler era] centralizar el control sobre la miríada de grupos e individuos dentro del Reich que promovían la causa volksdeutsche. Himmler no inició el proceso, sino que lo descubrió en progreso y lo dirigió hacia su conclusión y para su beneficio. Su principal instrumento en este esfuerzo fue una oficina externa a las SS, un órgano del partido nazi, el Volksdeutsche Mittelstelle (VoMi), traducido como Oficina de Enlace Étnico Alemán.

### Propaganda interna
La propaganda nazi usó la existencia de alemanes étnicos a quienes llamaron volksdeutsche en tierras extranjeras antes y durante la guerra, para ayudar a justificar la agresión de la Alemania nazi. La anexión de Polonia se presentó como necesaria para proteger a las minorías étnicas alemanas allí. Las masacres de alemanes étnicos, como el Domingo Sangriento, o supuestas atrocidades, se utilizaron en dicha propaganda, y la película Heimkehr (Vuelta a la patria) se basó en eventos putativos como el rescate de volksdeutsche por la llegada de tanques alemanes. La introducción de Heimkehr establece explícitamente que cientos de miles de polacos de etnia alemana sufrieron como lo hicieron los personajes de la película.
Menschen im Sturm repitió el esfuerzo de Heimkehr para justificar la invasión de Eslavonia, utilizando muchas de las mismas atrocidades. En GPU, un alemán del Báltico puede vengar la muerte de su familia, pero luego se suicida, incapaz de vivir con sentido en la Unión Soviética. Flüchtlinge describió los sufrimientos de los refugiados alemanes del Volga en Manchuria y cómo un heroico líder rubio los salvó; fue la primera película en ganar el premio estatal. Frisians in Peril describió el sufrimiento de un pueblo de alemanes del Volga en la Unión Soviética; también describió el asesinato de una mujer joven por una aventura con un ruso, de acuerdo con el principio nazi de rassenschande, como una antigua costumbre alemana.
El contacto sexual entre lo que los nazis veían como diferentes 'razas' seguidas de remordimiento y culpa también se presentó en Die goldene Stadt, donde la heroína alemana de los Sudetes no enfrenta la persecución sino el encanto de la gran ciudad; cuando sucumbe, desafiando la Blut und Boden (ideología que concede un gran valor a las virtudes de la vida rural y al campesinado como origen racial esencial del pueblo alemán), es seducida y abandonada por un checo, y tal relación la lleva a ahogarse.

### Colaboración con los nazis
Artículo principal: Volksdeutscher Selbstschutz

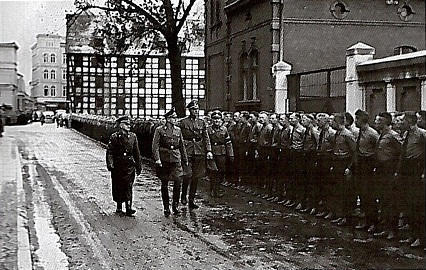
Volksdeutscher Selbstschutz en Bydgoszcz (Bromberg), 1939.

Antes y durante la Segunda Guerra Mundial, algunos alemanes étnicos se reunieron en torno a organizaciones nazis locales (patrocinadas financieramente por el Ministerio de Asuntos Exteriores) y apoyaron activamente a los nazis en países como Checoslovaquia, Polonia y Yugoslavia. Durante las tensiones sociales y económicas de la Gran Depresión, algunos comenzaron a sentirse agraviados por su condición de minoría. Participaron en espionaje, sabotaje y otros medios de la Quinta columna en sus países de origen, entrenados y comandados por el Abwehr. En noviembre de 1938, la Alemania nazi organizó unidades paramilitares alemanas que identificaron a los miembros de la minoría alemana en Pomerania polaca que iban a participar en actividades de distracción, sabotaje, asesinato político y limpieza étnica tras la invasión alemana de Polonia. La inteligencia del Reich estaba reclutando activamente alemanes étnicos y el servicio secreto nazi Sicherheitsdienst (SD) los estaba formando ya en octubre de 1938 en una unidad armada que serviría a la Alemania nazi. El historiador Matthias Fiedler tipificó a los colaboracionistas de etnia alemana como antiguos don nadie cuya principal ocupación era la expropiación de propiedades judías. Heinrich Himmler comentó que, independientemente de las objeciones que los alemanes étnicos pudieran tener contra servir en las Waffen-SS, se verían obligados a reclutar en cualquier caso. Según el jefe de reclutamiento de las Waffen-SS, Gottlob Berger, a nadie en Alemania ni en ningún otro lugar le importaba lo que sucedía con los alemanes étnicos de todos modos, lo que hacía que el reclutamiento forzoso fuera fácil de imponer a las comunidades de etnia alemana.
Entre las poblaciones indígenas de las tierras ocupadas por los nazis, el término volksdeutsche se convirtió en ignominioso.
Durante los primeros años de la Segunda Guerra Mundial (es decir, antes de que Estados Unidos entrara en guerra), un pequeño número de estadounidenses de origen alemán regresaron a Alemania; generalmente eran inmigrantes o hijos de inmigrantes, más que descendientes de migraciones más lejanas en el tiempo. Algunos de estos se alistaron y lucharon en el ejército alemán.

## Segunda Guerra Mundial

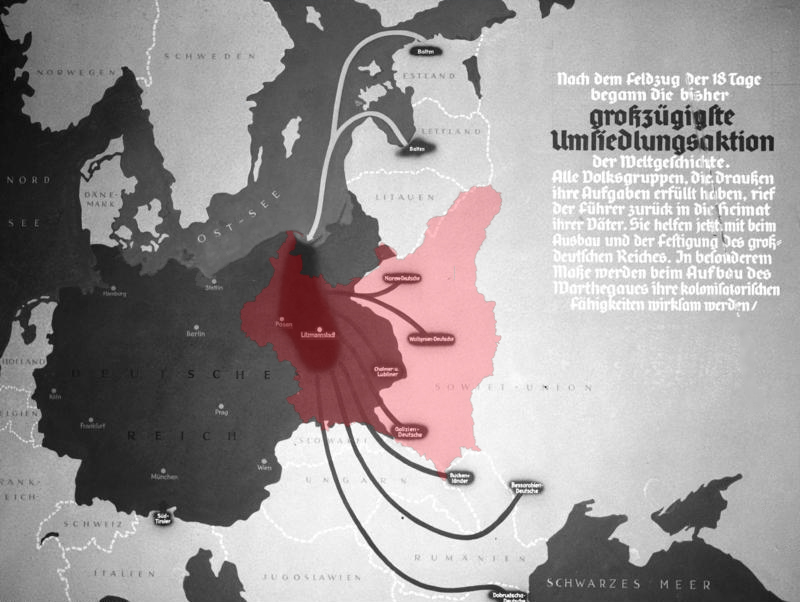
Origen de los colonizadores de etnia alemana, reasentados en la Polonia ocupada y anexionada por los alemanes durante la acción "Heim ins Reich".

Los volksdeutsche de toda Europa se beneficiaron económicamente durante la Segunda Guerra Mundial de las políticas nazis de genocidio y limpieza étnica, y se beneficiaron de la expulsión y el asesinato de sus vecinos no alemanes en toda Europa del Este. Por ejemplo, en Ucrania, los volksdeutsche participaron directamente en el Holocausto y estuvieron involucrados en la deportación de agricultores locales y sus familias. Algunas figuras de los volksdeutsche como Arthur Boss de Odesa (la mano derecha de Paul Blobel) o los hermanos Becker se convirtieron en parte integral de la maquinaria del Holocausto nazi.
Después del comienzo de la ocupación de los países de Europa del Este por las tropas alemanas en septiembre de 1939, la organización Volksdeutsche Mittelstelle organizó una oficina de registro central llamada lista de ciudadanos alemanes (en alemán: Deutsche Volksliste, abreviado DVL) , donde registraron a los alemanes con ciudadanía de los países ocupados como volksdeutsche. Los ocupantes alemanes alentaron dicho registro, en muchos casos forzándolo o sometiendo a los polacos de etnia alemana a ataques terroristas si se negaban a hacerlo. La población local no alemana también estaba sumamente interesada en ingresar a esta lista, ya que a quienes estaban en esta lista se les otorgaban ciertos beneficios, que incluían una mejor alimentación y un estatus legal especial. A través de una red de tiendas especializadas, cada volksdeutsche recibía una vez por semana: 150 g de grasa, 1 kg de queso, 4 huevos, verduras, frutas, miel, mermelada, sal y mucho más, por regla general, inaccesible para las personas no incluidas en la lista.
La Deutsche Volksliste subdividió los volksdeutsche en 4 categorías:
- Categoría I: persona de origen alemán que ofreció sus servicios al Reich antes de 1939.
- Categoría II: persona de origen germánico que permaneció pasiva.
- Categoría III: una persona de origen germánico, en parte mezclada étnicamente con la población local, por ejemplo, a través del matrimonio con una pareja local o mediante vínculos laborales (en el territorio de Polonia, este fue especialmente el caso de los silesios y casubios).
- Categoría IV: Una persona con antepasados germánicos, cuyos antepasados estaban unidos culturalmente con la población local, pero que apoya la "germanización".

Cada alemán naturalizado recibió un documento especial de las autoridades del Reich: un volksliste, que desempeñaba el papel de pasaporte y un certificado de "pureza racial", que era necesario en caso de sospecha entre los ciudadanos vigilantes del Reich o autoridades locales de la Gestapo.
En el reichsgau de Dánzig-Prusia Occidental, el gauleiter Albert Forster autorizó a las autoridades locales a utilizar la fuerza y las amenazas para inscribirse en las volksliste. Esto llevó al hecho de que en 1944, alrededor de un millón de volksdeutsche (55% de la población total) vivieran en el área. El caso especial de Pomerania polaca, donde el terror contra los civiles fue particularmente intenso y donde, a diferencia del resto de la Polonia ocupada, la firma de la lista era obligatoria para muchas personas, fue reconocido por el Estado secreto polaco y otros movimientos de resistencia antinazi, que trató de explicar la situación a otros polacos en publicaciones clandestinas.

### Heim ins Reich

Estadounidenses con ascendencia alemana por estado según la encuesta sobre la comunidad estadounidense de la Oficina del Censo de los Estados Unidos

Heim ins Reich (en español: Vuelta al Reich) fue una política exterior a partir de 1938 cuyo objetivo era convencer a todo volksdeutsche que vivía fuera de la Alemania nazi que debía esforzarse por llevar estas regiones "de vuelta" a la Gran Alemania. La propaganda se dirigió principalmente para alemanes que vivían en otros países de Europa, pero Hitler esperaba hacer pleno uso de la "diáspora alemana". Como parte de un esfuerzo por atraer a los alemanes étnicos de regreso a Alemania, se enviaron heimatbriefe o "cartas de la patria" a los inmigrantes alemanes en los Estados Unidos. La reacción a estos fue en general negativa, particularmente cuando las cartas aumentaron de volumen. Goebbels también esperaba utilizar a los estadounidenses de origen alemán para mantener la neutralidad de Estados Unidos durante la guerra, pero sus acciones produjeron entre ellos una gran hostilidad hacia los propagandistas nazis. Los periódicos de la Ucrania ocupada publicaron artículos sobre los antecedentes del dominio alemán sobre Ucrania, como la zarina Catalina I de Rusia y los godos.
Heim ins Reich en la terminología y la propaganda nazis también se refería a los antiguos territorios del Sacro Imperio Romano Germánico. Joseph Goebbels describió en su diario que Bélgica y los Países Bajos estaban sujetos a la política de Heim im Reich en 1940. El Imperio austríaco supuestamente perdió Bélgica frente a Francia en 1794. La política de expansión alemana se planeó como parte del Plan General del Este para continuar más hacia el este en Polonia, los estados bálticos y la Unión Soviética, creando así una Gran Alemania desde el mar del Norte hasta los Urales.
El mismo lema (Heim ins Reich) también se aplicó a una segunda iniciativa política estrechamente relacionada que implicaba el desarraigo y la reubicación de los volksdeutsche de los países de Europa Central y Oriental en la "esfera de influencia" soviética, donde se establecieron allí durante el Ostsiedlung de siglos anteriores. El gobierno nazi determinó cuáles de estas comunidades no eran '"viables, y comenzó la propaganda entre la población local, tras lo cual hizo los arreglos y organizó su transporte. El uso de tácticas de miedo sobre la Unión Soviética llevó a la partida de decenas de miles; esto incluyó a alemanes de Bucovina, Besarabia, Dobruja y Yugoslavia. Por ejemplo, después de que los soviéticos asumieran el control de este territorio, alrededor de 45.000 alemanes étnicos dejaron el norte de Bucovina en noviembre de 1940. Stalin permitió esto por temor a que fueran leales a Alemania.
| Territorio de origen                                        | Años      | Número de Volksdeutsche reasentados |
| ----------------------------------------------------------- | --------- | ----------------------------------- |
| Tirol del Sur (según el acuerdo de opción de Tirol del Sur) | 1939-1940 | 83.000                              |
| Letonia y Estonia                                           | 1939-1941 | 69.000                              |
| Lituania                                                    | 1941      | 54.000                              |
| Volinia, Galitzia, Nerewdeutschland                         | 1939–1940 | 128.000                             |
| Gobierno General                                            | 1940      | 33.000                              |
| Norte de Bucovina y Besarabia                               | 1940      | 137.000                             |
| Romania (sur de Bucovina y norte de Dobruja)                | 1940      | 77.000                              |
| Yugoslavia                                                  | 1941–1942 | 36.000                              |
| URSS (con fronteras anteriores a 1939)                      | 1939–1944 | 250.000                             |
| Resumen                                                     | 1939–1944 | 867.000                             |

El Volksdeutsche Mittelstelle organizó el saqueo a gran escala de propiedades y redistribuyó los bienes entre los volksdeutsche. Les dieron apartamentos, talleres, granjas, muebles y ropa confiscados a judíos y polacos. A su vez, cientos de miles de volksdeutsche se unieron a las fuerzas alemanas, ya sea voluntariamente o bajo coacción.
En los territorios polacos anexionados por Alemania a principios de 1944, había alrededor de 1 millón de volksdeutsche de categorías I y II, así como 1,7 millones de categorías III y IV, que representaban alrededor del 30% de la población total. En el Gobierno General, 120.000 personas volksdeutsche fueron reconocidas. El número total de volksdeutsche era de 2,75 millones, que comparado con la población no alemana (principalmente polacos) que eran 6,015 millones, da que la población de los territorios anexionados era de 8,765 millones de personas (es decir, los alemanes sólo suponían el 31% de la población).  
| Territorio | Categoría I | Categoría II | Categoría III | Categoría IV | Total     |
| --- | ----------- | ------------ | ------------- | ------------ | --------- |
| Reichsgau de Wartheland | 230.000     | 190.000      | 65.000        | 25.000       | 510.000   |
| Reichsgau de Dánzig-Prusia Occidental | 115.000     | 95.000       | 725.000       | 2.000        | 937.000   |
| Regierungsbezirk Kattowitz | 130.000     | 210.000      | 875.000       | 55.000       | 1.270.000 |
| Regierungsbezirk Zichenau | 9.000       | 22.000       | 13.000        | 1.000        | 45.000    |
| Total | 484.000     | 517.000      | 1.678.000     | 83.000       | 2.762.000 |
| Fuente: Wilhelm Deist, Bernhard R Kroener, Germany (Federal Republic). Militärgeschichtliches Forschungsamt, Germany and the Second World War, Oxford University Press, 2003, pp. 132,133, ISBN 0-19-820873-1, citing Broszat, Nationalsozialistische Polenpolitik, p. 134 |             |              |               |              |           |

### Volksdeutscheen Polonia

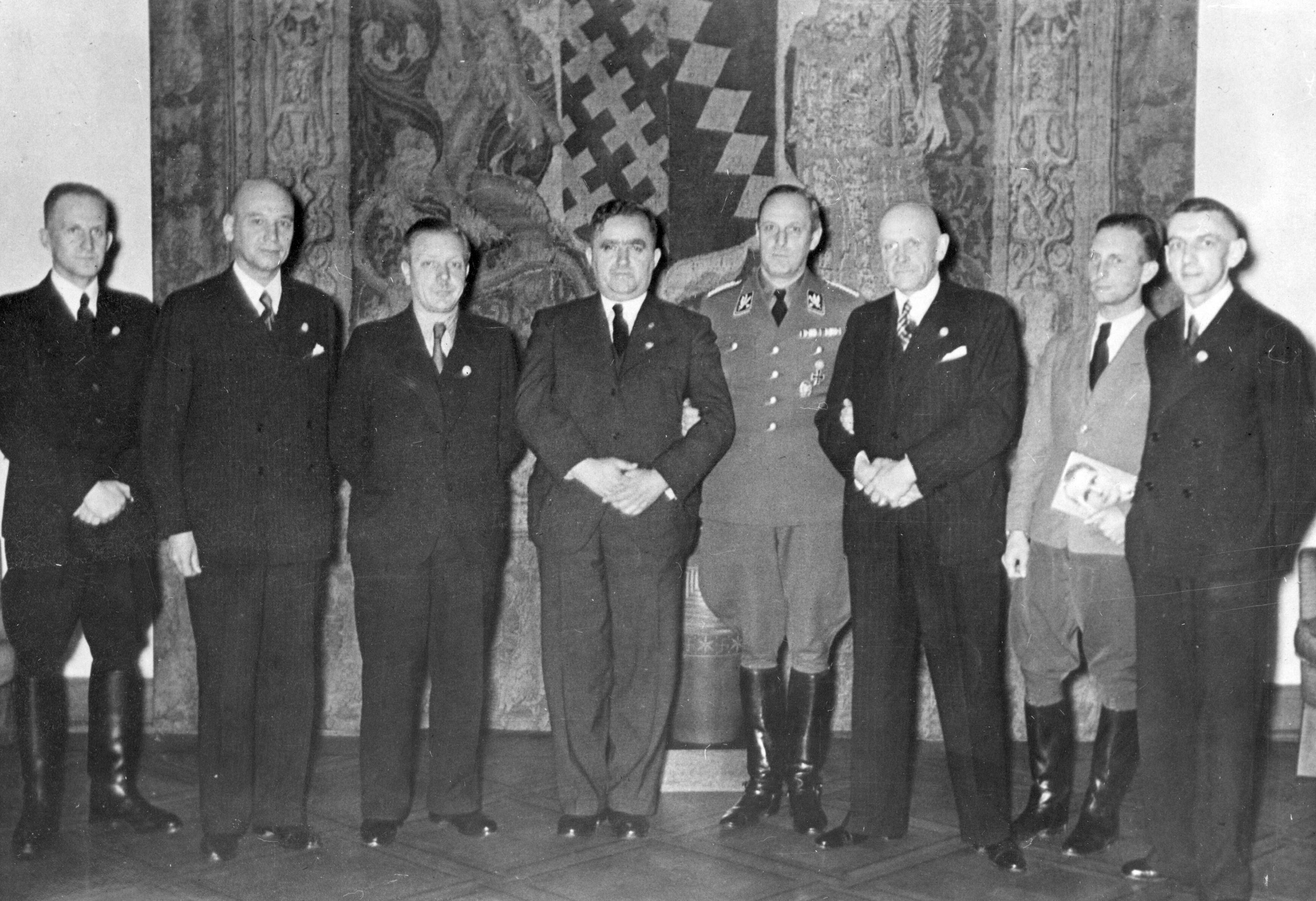
Alemanes de Polonia condecorados con la Placa Dorada del Partido por Adolf Hitler en Berlín tras la invasión de Polonia in 1939. De izquierda a derecha: Ludwig Wolff, líder del Deutscher Volksverband de Lodz; Otto Ulitz de Katowice, Gauleiter Josef Wagner; Rudolf Wiesner, alcalde de Bielsko-Biała; Obergruppenführer Werner Lorenz, senador Erwin Hasbach de Ciechocinek, Gero von Gersdorff de Gran Polonia, Weiss de Jarocin.

En septiembre de 1939, durante la ocupación de Polonia, se crearon los destacamentos paramilitares Selbstschutz (traducido literalmente como “autodefensa”) a partir de personas de etnia alemana que participaron en las masacres de la élite polaca durante la operación Tannenberg. A principios de 1940, las Selbstschutz se disolvieron y sus miembros se unieron a varias unidades de las SS, la Gestapo y la policía alemana. Durante la invasión de Polonia, algunos de los representantes de la etnia alemana ayudaron a ejército nazi en su conquista; cometieron sabotajes, desviaron fuerzas regulares y cometieron numerosas atrocidades contra la población civil.
Durante la Segunda Guerra Mundial, los ciudadanos polacos de origen alemán, que a menudo se identificaban sinceramente con el estado y la nación polacos, se enfrentaron al difícil dilema de elegir una patria: firmar para ingresar en la Volksliste o conservar la ciudadanía deficiente de un país ocupado con la pérdida de algunos derechos. Esta categoría incluía tanto familias alemanas cuyos antepasados vivieron en Polonia durante siglos como a alemanes que vivieron en los territorios anexados a Polonia después de 1920 (anteriormente parte del Imperio alemán). De hecho, la elección de un bando significaba automáticamente hostilidad y odio del otro bando, al menos por parte de los polacos. Los incluidos en las listas de DVL eran considerados traidores en la sociedad (desde el punto de vista de los polacos); aquellos que no quisieron ser incluidos en estas listas fueron considerados por el nuevo gobierno como potenciales traidores a la raza alemana. La Iglesia católica, en particular el obispo Stanisław Adamski (con el consentimiento del gobierno polaco en el exilio), les aconsejó inscribirse en la Volkslist para evitar represalias.

Los volksdeutsche en Polonia disfrutaban de una serie de privilegios, pero estaba sujeto al servicio militar obligatorio. En algunos casos, las personas consultaron primero a la resistencia polaca, antes de firmar la Volksliste. Hubo volksdeutsche que desempeñaron un papel importante en las actividades de inteligencia de la resistencia polaca y, en ocasiones, fueron la principal fuente de información para los Aliados. Particularmente en la Pomerania polaca y la Silesia polaca, muchas de las personas que se vieron obligadas a firmar la Volksliste jugaron un papel crucial en la clandestinidad antinazi, lo que se señaló en un memorando al gobierno polaco en el exilio que decía: 
"En la Gran Polonia hay un odio amargo hacia el volksdeutsche mientras que en la Silesia y Pomerania polaca es al contrario, la organización secreta depende en gran medida del volksdeutsche" (el memorando se refería a los de Categoría III, no I y II). 
Debido a las acciones de algunos volksdeutsche y particularmente a las atrocidades cometidas por la Alemania nazi, después del final de la guerra las autoridades polacas juzgaron a muchos volksdeutsche por alta traición. En el período de posguerra, muchos otros alemanes étnicos fueron expulsados al oeste y obligados a dejarlo todo. En la Polonia de posguerra, la palabra volksdeutsche se considera un insulto, sinónimo de "traidor".

### Volksdeutscheen la Unión Soviética

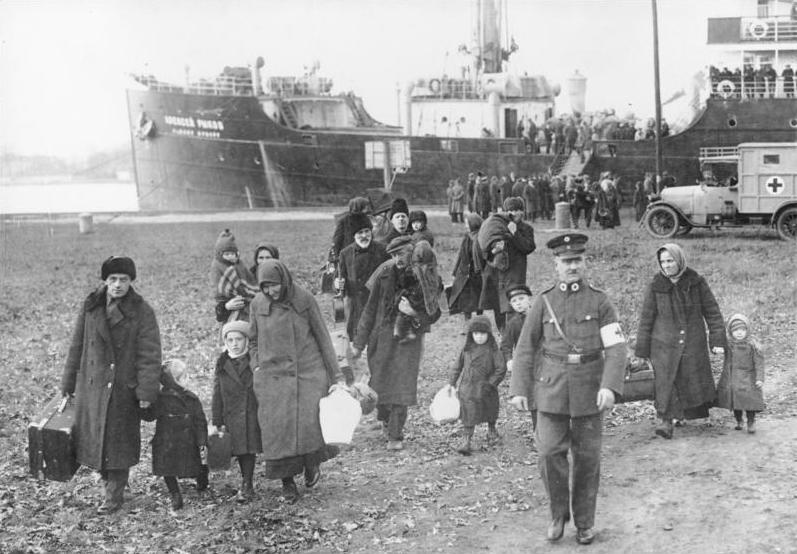
Los alemanes del Volga parten hacia Alemania bajo el cuidado de los trabajadores de la Cruz Roja.

Los protocolos secretos del pacto Mólotov-Ribbentrop crearon problemas domésticos para Hitler. Apoyar la invasión soviética se convirtió en uno de los aspectos ideológicamente más difíciles de la relación de los países. Los protocolos secretos hicieron que Hitler evacuara rápidamente a las familias de etnia alemana, que habían vivido en los países bálticos durante siglos y ahora clasificadas como volksdeutsche, mientras toleraba oficialmente las invasiones. Cuando los tres países bálticos, sin conocer los protocolos secretos, enviaron cartas protestando por las invasiones soviéticas a Berlín, Ribbentrop las devolvió. En agosto de 1940, el ministro de Relaciones Exteriores soviético, Mólotov, les dijo a los alemanes que, con el cambio de gobierno, podrían cerrar sus consulados bálticos antes del 1 de septiembre. Las anexiones soviéticas en Rumania causaron más tensión. Si bien Alemania les había dado a los soviéticos Besarabia en los protocolos secretos, no les había dado el norte de Bucovina. Alemania quería garantías de la seguridad de la propiedad de los alemanes étnicos, seguridad para los 125.000 volksdeutsche en Besarabia y el norte de Bucovina, y la seguridad de que las vías del tren que transportaban petróleo rumano se dejarían en paz.
En octubre de 1940, la Alemania nazi y la Unión Soviética negociaron sobre el volksdeutsche en los territorios ocupados por los soviéticos y sus propiedades. En lugar de permitir una indemnización total, los soviéticos impusieron restricciones a la riqueza que los volksdeutsche podía llevar consigo y limitaron los totales que los soviéticos aplicarían a las cuentas de compensación del Reich. Las partes discutieron la compensación total de entre 200 y 350 reichsmark, mientras que los soviéticos solicitaron 50 millones de reichsmark para sus reclamos de propiedad en los territorios ocupados por los alemanes. Las dos naciones llegaron a un acuerdo general sobre los envíos alemanes de cañones antiaéreos de 10,5 cm, oro, maquinaria y otros artículos.
El 10 de enero de 1941, Alemania y la Unión Soviética firmaron el acuerdo comercial y fronterizo germano-soviético para resolver todas las disputas abiertas que habían argumentado los soviéticos. El acuerdo cubría la migración protegida de volksdeutsche a Alemania dentro de los dos meses y medio, y una migración similar a la Unión Soviética de "nacionales" de etnia rusa, báltica y "rusa blanca" de territorios controlados por Alemania. En muchos casos, las transferencias de población resultantes dieron como resultado el reasentamiento de volksdeutsche en tierras que antes estaban en manos de polacos étnicos o judíos en territorios ahora ocupados por Alemania. El acuerdo definió formalmente la frontera entre Alemania y las áreas de la Unión Soviética entre el río Igorka y el Mar Báltico.

#### Volksdeutscheen Alemania del Volga
A finales del siglo XIX y principios del XX, la región del Volga ya era un enclave formado de asentamiento de inmigrantes alemanes de toda Rusia. Muchos de los habitantes profesaban tradicionalmente el luteranismo y algunos eran bautistas. Según testigos presenciales, los asentamientos alemanes diferían de los asentamientos rusos y cosacos en precisión, riqueza relativa de la cosecha y sobriedad de la población. Después de la Revolución rusa de 1917, el gobierno otorgó a los alemanes del Volga una república autónoma. 
Iósif Stalin abolió la RASS de los alemanes del Volga después de la invasión alemana de la URSS con la operación Barbarroja. La mayoría de los alemanes soviéticos en la URSS fueron deportados a Siberia, Kazajistán y Asia Central por Decreto del Sóviet Supremo de la URSS del 28 de agosto de 1941, y desde principios de 1942 aquellos alemanes soviéticos que se consideraron aptos para el trabajo duro (hombres de 15 a 55 años y mujeres de 16 a 45) fueron movilizados para trabajos forzados en columnas de trabajo donde vivieron en un ambiente similar a una prisión y, a veces, junto con reclusos regulares, fueron puestos en campos de prisioneros. Cientos de miles murieron o quedaron incapacitados debido a las duras condiciones.

### Volksdeutscheen Hungría

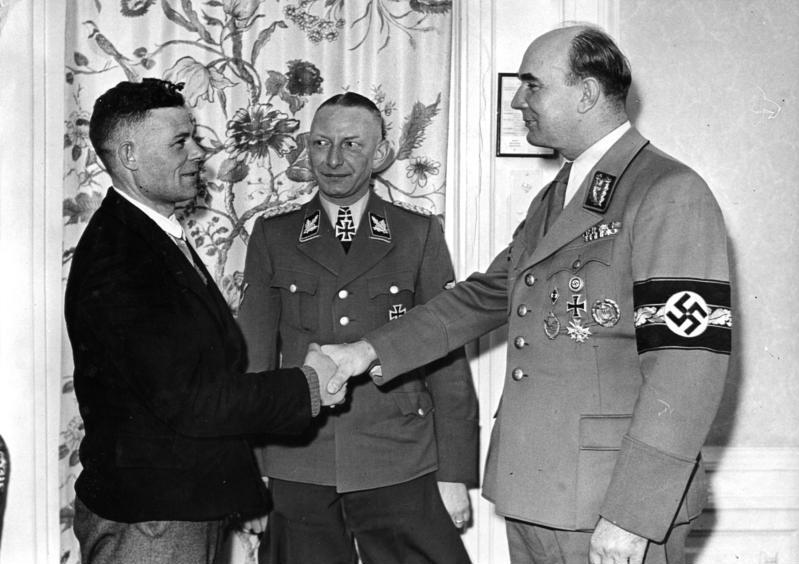
Arthur Greiser dando la bienvenida al millonésimo reasentado de etnia alemana durante la acción "Heim ins Reich" de Europa Central y Oriental a la Polonia ocupada, marzo de 1944 en Lodz.

Una parte significativa de los Volksdeutsche en Hungría se unió a las SS, que fue un patrón repetido también en Rumania (con 54.000 locales sirviendo en las SS a fines de 1943). La mayoría de los 200.000 volksdeutsche del área del Danubio que sirvieron en las SS eran de Hungría. Ya en 1942, unos 18.000 alemanes húngaros se unieron a las SS, conocidos como suabos del Danubio. Después de la Segunda Guerra Mundial, aproximadamente 185.000 volksdeutsche que estaban en el volksbund huyeron de la región, llamados svabo por sus vecinos serbios, húngaros, croatas y rumanos. La mayoría de los suabos del Danubio que no eran miembros del llamado volksbund fueron expulsados a la Alemania ocupada por los aliados y la Austria ocupada por los aliados en 1946-1948, sobre la base del acuerdo de Potsdam.

### Volksdeutscheen Rumania
Después de que Rumania adquirió partes de la Ucrania soviética, los alemanes quedaron bajo la autoridad del Volksdeutsche Mittelstelle, que desplegó personal de las SS en varios asentamientos. En ellos había alcaldes alemanes, granjas, escuelas y grupos paramilitares de etnia alemana que funcionaban como policías llamados Selbstschutz. Los colonos alemanes y las fuerzas de Selbstschutz participaron en extensos actos de limpieza étnica, masacrando a las poblaciones judía y gitanos.
En la colonia alemana de Shonfeld, los gitanos fueron quemados en granjas. Durante el invierno de 1941/1942, unidades alemanas de Selbstschutz participaron en el fusilamiento, junto con la Milicia Popular de Ucrania y gendarmes rumanos, de unos 18.000 judíos. En el campo de concentración de Bogdanovka, decenas de miles de judíos fueron objeto de fusilamientos masivos, incendios de graneros y asesinatos con granadas de mano.
Heinrich Himmler quedó lo suficientemente impresionado por las comunidades volksdeutsche y el trabajo de los Selbstschutz como para ordenar que estos métodos se copiaran en Ucrania.

### Volksdeutscheen Ucrania
[[Файл:Bundesarchiv_Bild_146-1978-117-14A,_Russland,_volksdeutsche_Jugend_vor_Himmler.jpg|derecha|miniaturadeimagen|300x300px|Jóvenes volksdeutsche marchando frente al Reichsführer SS Himmler en Molochansk (en alemán: Halbstadt), Ucrania. 31 de octubre de 1942]]
Según documentos alemanes, alrededor de medio millón de volksdeutsche vivían en el Comisariado Imperial de Ucrania. El estatus de volksdeutsche, como en toda Europa, se asignaba a cada ciudadano individual después de ser registrado en la Deutsche Volksliste de Ucrania. A menudo, los órganos del partido del NSDAP se vieron obligados a ocuparse de problemas de la población volksdeutsche local como la adquisición de un nuevo apartamento, la asistencia para encontrar empleo y otros problemas exclusivamente domésticos.
Después de 1943, se simplificó el procedimiento para obtener el estatus de volksdeutsche; ahora era suficiente que el solicitante confirmara su origen alemán con 2 o 3 alemanes.
En contraste con la política oficial del NSDAP, las Juventudes Hitlerianas en el territorio del Reichskommissariat de Ucrania actuaron como una organización para el volksdeutsche. Existía la opinión de que, a diferencia de la generación anterior, "corrompida por el bolchevismo", era posible reeducar a la juventud, creando de ellos verdaderos nacionalsocialistas convencidos.  fue nombrada "" (alemán: Deutsche Jugend Ucrania - "Juventud alemana de Ucrania"). Todos los jóvenes volksdeutsche de primera y segunda categoría, de 10 a 21 años, debían convertirse en miembros de la Juventud de Hitler de Ucrania (en alemán: Deutsche Jugend Ukraine); en cuanto a los volksdeutsche de tercera categoría, fueron aceptados con el permiso del gebitskommissar local. Las Juventudes Hitlerianas intentaron cubrir con su influencia todos los asentamientos donde vivía los volksdeutsche, lo que, en principio, logró.

### Volksdeutscheen Serbia y Croacia
En la antigua Yugoslavia, se formó la 77.ª División de Montaña SS Prinz Eugen, con unos 50.000 alemanes étnicos de la región de Banato en Serbia. Se destacó en sus operaciones contra los partisanos yugoslavos y la población civil. Alrededor de 100.000 alemanes étnicos de la ex Yugoslavia conquistada por los nazis se unieron a la Wehrmacht y las Waffen-SS alemanas, la mayoría reclutados involuntariamente según lo juzgado en los juicios de Núremberg. Aún
"Después de la carrera inicial de los volksdeutsche para unirse, los alistamientos voluntarios disminuyeron y la nueva unidad no alcanzó el tamaño de la división. Por lo tanto, en agosto de 1941, las SS descartaron el enfoque voluntario, y después de una sentencia favorable del tribunal de las SS en Belgrado, impuso una obligación militar obligatoria a todos los volksdeutsche en Serbia-Banat, la primera de su tipo para los alemanes que no pertenecen al Reich".
En la ex Yugoslavia, la mayoría de los alemanes étnicos se convirtieron en miembros de la Schwäbisch-Deutscher Kulturbund (Asociación Cultural suabia-alemana), y las represalias contra este grupo por parte de los partidarios de Tito dieron como resultado muchos asesinatos por venganza inmediatos en 1944 y el encarcelamiento de aproximadamente 150.000 alemanes étnicos en 1945.

## Expulsión y éxodo de Europa Central y Oriental al final de la guerra
La mayoría de los alemanes étnicos huyeron o fueron expulsados de los países europeos (Checoslovaquia, Polonia y Hungría) en virtud del acuerdo de Potsdam de 1945 a 1948 hacia el final y después de la guerra. Tanto los que se convirtieron en alemanes étnicos al registrarse en la Deutsche Volksliste como en reichsdeutsche conservaron la ciudadanía alemana durante los años de ocupación militar aliada, después del establecimiento de Alemania oriental y Alemania occidental en 1949, y más tarde en la Alemania reunificada. En 1953, la República Federal de Alemania, mediante su Ley Federal de Expulsados, naturalizó a muchos más ciudadanos de Europa del Este de etnia alemana, que no eran ciudadanos alemanes ni se habían inscrito en ninguna volksliste, pero que habían quedado varados como refugiados en Alemania occidental y huyeron o fueron expulsados debido a su origen étnico alemán o presuntamente alemán.

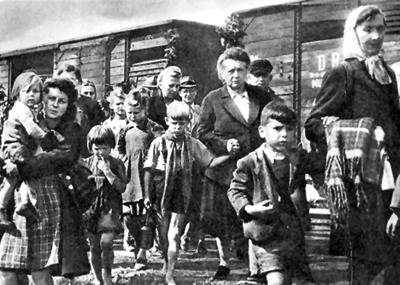
Alemanes de los Sudetes expulsados tras la Segunda Guerra Mundial

Se estima que 12 millones de personas huyeron o fueron expulsadas de la Unión Soviética y países de habla no germana de Europa Central, muchos de ellos siendo volksdeutsche. La mayoría abandonó los territorios ocupados por los soviéticos de Europa central y oriental, lo que comprendió la mayor migración de cualquier pueblo europeo en la historia moderna. Los entonces tres Aliados habían acordado las expulsiones durante las negociaciones en medio de la guerra para evitar que los alemanes étnicos volvieran a ser un problema en Europa central y oriental. Los tres Aliados en la conferencia de Potsdam consideraron el "traslado" de "poblaciones alemanas" desde Checoslovaquia, Polonia y Hungría como un esfuerzo a realizar (ver artículo 12 del acuerdo de Potsdam), aunque pidieron un alto debido a la carga infligida para Aliados para alimentar y albergar a los desamparados expulsados y para compartir esa carga entre los Aliados. Francia, que no estuvo representada en Potsdam, rechazó la decisión de los tres y no absorbió a los expulsados en su zona de ocupación. Los tres Aliados tuvieron que aceptar la realidad sobre el terreno, ya que ya se estaban produciendo expulsiones de volksdeutsche y ciudadanos de Europa Central y del Este de origen alemán o presuntamente alemán que nunca se habían inscrito como volksdeutsche.
Las autoridades locales obligaron a la mayoría de los alemanes étnicos restantes a irse entre 1945 y 1950. Los restos de la comunidad alemana étnica sobreviven en las ex repúblicas soviéticas de Asia Central. Una importante comunidad de etnia alemana ha continuado en Siebenbürgen (Transilvania) en Rumania y en Oberschlesien (Alta Silesia), pero la mayor parte emigró a Alemania occidental durante la década de 1980. También hay poblaciones alemanas remanentes cerca de Mukáchevo en el oeste de Ucrania.

## Legado
El término generalmente se evita hoy en día debido a su uso por parte de los nazis.
En cambio, los alemanes étnicos de ciudadanía extranjera que viven fuera de Alemania se denominan deutsche minderheit (lit., ‘minoría alemana’), o nombres más estrechamente asociados con sus lugares de residencia anteriores, como wolgadeutsche (alemanes del Volga, los alemanes étnicos que vivían en la cuenca del Volga en Rusia); y los alemanes bálticos, que generalmente se llamaban a sí mismos balts, y estländer en Estonia. Muchos de estos alemanes en países bálticos fueron reubicados en la Polonia ocupada por los alemanes durante la Segunda Guerra Mundial por un acuerdo entre Adolf Hitler y Iósif Stalin, y la mayoría fueron expulsados al oeste después de la guerra, en virtud de un acuerdo aliado llamado acuerdo de Potsdam.